# Cerul și iadul (film din 1966)
Cerul și iadul (în poloneză Piekło i niebo) este un film de comedie fantastic polonez din 1966, regizat de Stanisław Różewicz⁠(d).

## Rezumat
Autobuzul cu care călătoresc bătrânul Ignacy Zasada (un funcționar superior pensionat), copilul Piotruś (nepotul în vârstă de nouă ani al lui Zasada), Stefan (un funcționar care și-a ucis mătușa bogată pentru o mașină) și Kika (o tânără atrăgătoare) suferă un accident violent. Toți pasagerii mor și se întâlnesc în Viața de apoi în fața unui Tribunal Special, care decide cine merge în Rai și cine merge în Iad. Ei descoperă cu uimire că obiceiurile pământești prevalează și în lumea supranaturală, iar birocrația și încurcăturile sunt omniprezente: dosarele se pierd, iar sufletele așteaptă ani de zile anunțarea verdictului.
În urma judecății, bunicul este trimis în Iad, iar Piotruś, grație viselor sale eroice, ajunge în Rai. Existența în cele două lumi nu este însă așa cum își imaginează oamenii pe pământ: Iadul trece printr-o lipsă de combustibili, iar smoala este rece, în timp ce locuitorii Raiului se țin de bârfe, în loc să se ocupe cu rugăciuni. Bunicul călătorește prin Iad până ajunge în Purgatoriu și reușește în cele din urmă să se strecoare în Rai, unde își întâlnește nepotul, plictisit la culme de cântarea permanentă a îngerilor. Piotruś, care vizitase atât Raiul, cât și Iadul, nu se simte bine nicăieri, așa că face o gaură în Rai și, împreună cu bunicul său, se întoarce pe Pământ.

## Distribuție
- Kazimierz Opaliński⁠(d) — bunicul Ignacy Zasada
- Józef Frątczak − Piotruś, nepotul lui Zasada
- Andrzej Szczepkowski — bigamul Franciszek
- Wiesław Michnikowski⁠(d) — Stefan, proprietarul „Zefir”
- Irena Szczurowska⁠(d) — Katarzyna Słaboś, poreclită „Kika”
- Marta Lipińska⁠(d) − îngerul păzitor al lui Piotruś
- Tadeusz Pluciński⁠(d) — diavolul păzitor al bunicului
- Hanka Bielicka⁠(d) — a doua soție a lui Franciszek
- Jan Ciecierski⁠(d) − Kostuś, prietenul lui Ignacy Zasada
- Kazimierz Fabisiak⁠(d) — diavol din Iadul Vechi
- Jacek Fedorowicz⁠(d) — scenarist
- Krystyna Feldman⁠(d) — pasageră din autobuz
- Aleksander Fogiel⁠(d) — un locuitor gras al Raiului care-și amintește de mâncarea de pe Pământ
- Wanda Jakubińska⁠(d) — bunica micului Ignacy Zasada
- Bogumił Kobiela⁠(d) — marchizul scuipat din Iadul Vechi
- Jan Kobuszewski⁠(d) − scenarist
- Ewa Krzyżewska — diavolița păzitoare
- Małgorzata Leśniewska⁠(d) — îngera funcționară
- Wanda Łuczycka⁠(d) — Wiktoria, menajera scenaristului Leon
- Józef Nalberczak — șoferul de autobuz
- Bohdana Majda⁠(d) — nora unui bătrân candidat pentru rolul lui Kostuś
- Janusz Paluszkiewicz⁠(d) − pădurar, prieten cu Ignacy Zasada
- Bronisław Pawlik⁠(d) — un pustnic în Purgatoriu
- Adam Pawlikowski⁠(d) — un ofițer în Purgatoriu
- Wojciech Siemion⁠(d) — un demagog aflat în Iad
- Witold Skaruch — regizorul II
- Włodzimierz Skoczylas⁠(d) — bărbatul adulter din dulapul din Purgatoriu
- Zbigniew Skowroński⁠(d) — barman din visul lui Piotruś
- Elżbieta Starostecka⁠(d) − îngerul păzitor al bunicului
- Jarema Stępowski⁠(d) — iubitul Kikăi
- Jerzy Turek⁠(d) — diavolul cu clești din Iadul Vechi
- Józef Zbiróg⁠(d) — diavol
- Zygmunt Zintel⁠(d) — regizor
- Beata Barszczewska — Lucifer, Prințul Iadului (nemenționată)
- Ludwik Benoit⁠(d) — Joy, un cowboy ucis de Piotruś (nemenționat)
- Elżbieta Borkowska-Szukszta⁠(d) — o domnișoară care se joacă cu Ignacy (nemenționată)
- Maciej Borniński⁠(d) — un locuitor fericit al Raiului (nemenționat)
- Zofia Czerwińska⁠(d) — locuitoare a Raiului care pictează cu buzele (nemenționată)
- Jerzy Januszewicz⁠(d) — pasager din autobuz (nemenționat)
- Jerzy Kaczmarek⁠(d) — soldat (nemenționat)
- Juliusz Kalinowski⁠(d) — un bătrân candidat pentru rolul lui Kostuś (nemenționat)
- Stanisław Marian Kamiński⁠(d) — un bărbat care așteaptă de 40 de ani să fie judecat de Tribunalul Special (nemenționat)
- Krzysztof Kieślowski — bărbat mântuit (nemenționat)
- Janusz Kłosiński⁠(d) — generalul din visul lui Franciszek (nemenționat)
- Zbigniew Koczanowicz⁠(d) — diavolul francez din Iadul Vechi (nemenționat)
- Eugeniusz Korczarowski — soldat (nemenționat)
- Andrzej Krasicki⁠(d) — locuitor al Raiului „infinit de fericit” (nemenționat)
- Jan Paweł Kruk⁠(d) — pasager din autobuz (nemenționat)
- Rafał Kukulski — pasagerul care nu permite deschiderea geamurilor autobuzului (nemenționat)
- Ludmiła Kuziemska-Dąbrowska — Lady (nemenționată)
- Aleksandra Leszczyńska⁠(d) — Emilia Brzeska, mătușa lui Stefan (nemenționată)
- Zdzisław Leśniak⁠(d) — iubitul Kikăi (nemenționat)
- Sławomir Lindner⁠(d) — păcătosul din cazan din Iadul Vechi (nemenționat)
- Krzysztof Litwin⁠(d) — prințul consort din visul lui Franciszek (nemenționat)
- Józef Łodyński⁠(d) — conductorul autobuzului (nemenționat)
- Lech Ordon⁠(d) — diavol din Iadul Vechi (nemenționat)
- Adam Perzyk⁠(d) — cowboy (nemenționat)
- Barbara Połomska⁠(d) — prima soție a lui Franciszek (nemenționată)
- Sylwester Przedwojewski⁠(d) — soldat (nemenționat)
- Paweł Różewicz — Ignacy Zasada în copilărie (nemenționat)
- Kazimierz Stankiewicz⁠(d) — bărbatul gras din Iadul Vechi (nemenționat)
- Henryk Staszewski⁠(d) — fiul unui bătrân candidat pentru rolul lui Kostuś (nemenționat)
- Andrzej Stockinger⁠(d) — cavaler în Purgatoriu (nemenționat)
- Michał Szewczyk⁠(d) — soldat (nemenționat)
- Teresa Szmigielówna⁠(d) — o domnișoară care se joacă cu Ignacy (nemenționată)
- Barbara Wałkówna⁠(d) — pădurara Andzia (nemenționată)
- Marian Wojtczak⁠(d) (nemenționat); informația provine din Słownik biograficzny teatru polskiego, vol. 2
- Tadeusz Wojtych⁠(d) — diavol de la Tribunalul Special (nemenționat)
- Wojciech Zagórski⁠(d) — purtătorul sicriului (nemenționat)
- Ewa Zdzieszyńska⁠(d) — locuitoare a Raiului „atât de fericită” (nemenționată)
- Daniela Zybalanka — femeie înlănțuită de un perete în Iad (nemenționată)
- Michał Żołnierkiewicz — bărbat în dulapul din Purgatoriu (nemenționat)
- Ewa Żukowska⁠(d) — secretara responsabilă cu planul (nemenționată)

### Dublaj de voce
- Wieńczysław Gliński⁠(d) — judecător la Tribunalul Special (nemenționat)

## Producție
Scenariul filmului a fost scris de Kornel Filipowicz⁠(d) și Tadeusz Różewicz. Filmările au avut loc la Varșovia (Ulica Wspólna⁠(d)) și în apropierea localităților Spała și Łódź.